# شین سه کیونگ
شین سه کیونگ (کره‌ای: 신세경؛ زادهٔ ۲۹ ژوئیه ۱۹۹۰) بازیگر، خواننده و مدل اهل کره جنوبی است. او در دوران کودکی بازیگری خود را آغاز کرد و در سال ۲۰۰۹ در کمدی موقعیت ضربه عالی روی پشت بام به موفقیت رسید. از آن زمان، او در فیلم‌های آرتوبی: بازگشت به پایگاه (۲۰۱۲)، تازا: کارت پنهان (۲۰۱۴)، و همچنین مجموعه‌های تلویزیونی درختی با ریشه عمیق (۲۰۱۱)، دختری که بوها را می‌بیند (۲۰۱۵)، شش اژدهای پرنده (۲۰۱۵–۲۰۱۶)، عروس خدای آب (۲۰۱۷)، شوالیه سیاه: مردی که از من محافظت می‌کند (۲۰۱۸–۲۰۱۷)، گو هه ریونگ مورخ تازه‌کار (۲۰۱۹) و ران آن (۲۰۲۰–۲۰۲۱) ایفای نقش کرده‌است.
فوربز او را در فهرست سبلریتی‌های قدرتمند کره قرار داد؛ او در سال ۲۰۱۱ در رتبهٔ ۲۶ و در سال ۲۰۱۲ در رتبهٔ ۱۴ قرار گرفت.

## اوایل زندگی و تحصیلات
شین سه کیونگ در ۲۹ ژوئیه ۱۹۹۰ در یانگ‌چون، سئول، کره جنوبی به دنیا آمد. او در دبیرستان شین‌مُک و در دانشگاه چونگ آنگ در رشتهٔ هنرهای نمایشی تحصیل کرد.

## حرفه

### ۱۹۹۸–۲۰۰۹: آغاز فعالیت به عنوان بازیگر کودک

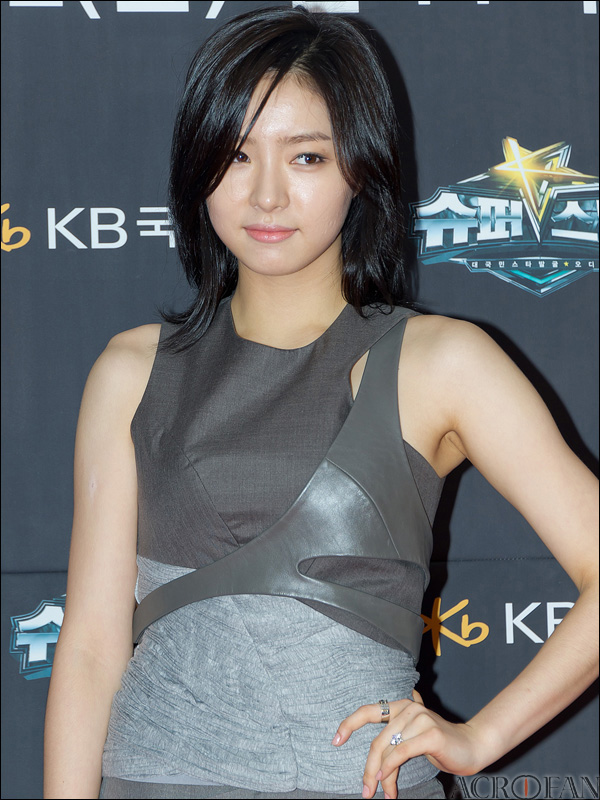
در سال ۲۰۱۱

شین سه کیونگ فعالیت سرگرمی خود را در سال ۱۹۹۸ در سن هشت سالگی و به عنوان چهرهٔ کاور و پوستر برای آهنگ «Take Five» از آلبوم سولوی سو ته‌جی آغاز کرد. شین سه کیونگ به عنوان یک بازیگر کودک، از قبل برای کره‌ای‌ها به دلیل حضور در نمایش محبوب کودکان به نام پوپوپو، که در آن جی دراگون از گروه بیگ بنگ نیز بازی می‌کرد، شناخته شده بود، او دوران کودکی خود را به میزبانی برنامه‌های کودکان سپری کرد.
پس از ایفای یک نقش کوچک در فیلم عروس کوچک من (۲۰۰۴)، او در فیلم سیندرلا (۲۰۰۶)، فیلم‌های آنتولوژی پنج حس اروس (۲۰۰۹) و آکوستیک (۲۰۱۰) و همچنین در نقش مورد استقبال قرار گرفته در سریال ملکه سوندوک (۲۰۰۹) به عنوان جوانی شاهدخت چون‌میونگ بازی کرد.<

### ۲۰۰۹–۲۰۱۴: افزایش محبوبیت و تحول نقش‌ها
شین سه کیونگ نتوانست محبوبیت زیادی را کسب کند تا اینکه در نقش موفقیت‌آمیز خود به عنوان یک خدمتکار خانه در فصل دوم کمدی موقعیت محبوب تلویزیونی ضربه عالی در سال ۲۰۰۹ بازی کرد. سه کیونگ با تکیه بر شهرت کمدی موقعیت خود، در بسیاری از آگهی‌های تلویزیونی و تبلیغات چاپی شرکت کرد و حتی وی را به عنوان یکی از پرطرفدارترین سلبریتی برای تبلیغ معرفی کرد. متعاقباً نقش‌های اصلی در پروژه‌های خبرساز بازیگری از جمله فیلم نوآر پس‌نگری (۲۰۱۱) در کنار سونگ کانگ هو، سریال با ریتینگ بالای درختی با ریشه عمیق (۲۰۱۱) در کنار جانگ هیوک و هان سوک کیو و فیلم اکشن هوایی آرتوبی: بازگشت به پایگاه (۲۰۱۲) در کنار رین برای وی به دنبال داشت.

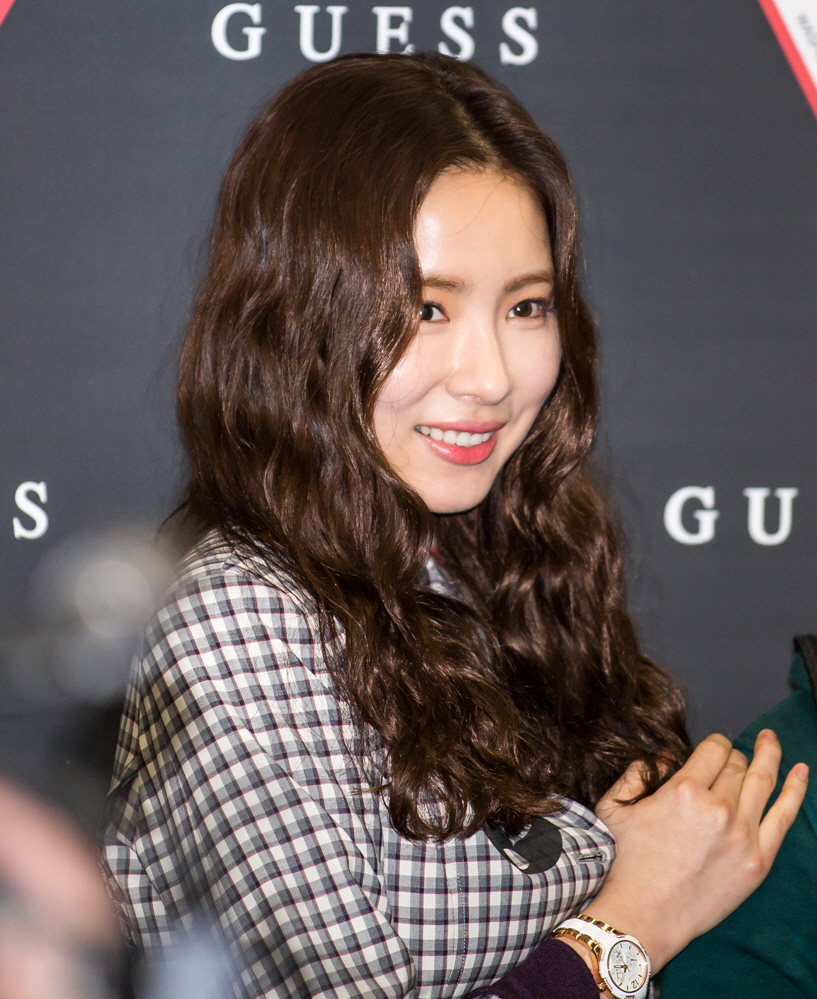
در مارس ۲۰۱۵

به هر حال، پروژهٔ بعدی شین سه کیونگ، پادشاه مد (۲۰۱۲) استقبال کمی از تماشاگران دریافت کرد به ویژه اینکه پایان بحث‌انگیزی داشت. سه کیونگ سپس اولین تک‌آهنگ دیجیتال خود را به نام «You Were Sweet» منتشر کرد که آن را برای تبلیغ امتیاز یک قهوه که برای آن مدل شده بود، ضبط کرد. سه کیونگ که سابقهٔ کارآموزی خوانندگی در دوران مدرسه راهنمایی داشته‌است، در آهنگ‌های موسیقی متن فیلم پس‌نگری، آلبوم خیریهٔ Love Tree Project دخیل بوده‌است و خوانندگی خود را در قطعهٔ شوکیس فیلم آکوستیک انجام داد. در سال ۲۰۱۲، او یک آهنگ کریسمس دونفره با اِپیتون پراجکت ضبط کرد.
شین در سال ۲۰۱۳ با ملودرام وقتی یک مرد عاشق می‌شود مقابل سونگ سونگ هون به تلویزیون بازگشت، اما به خاطر شخصیت منفعل خود از بینندگان انتقاد دریافت کرد. در سال ۲۰۱۴، او «نقش جسورانه تر و با اعتماد به نفس» بیشتری را در فیلم با موضوع قمار تازا: کارت پنهان بازی کرد و به دنبال آن در سریال اکشن و فانتزی مرد تیغه‌ای در کنار لی دونگ ووک بازی کرد.

### ۲۰۱۵–اکنون: احیا و بازگشت
شین سه کیونگ در فاصله ای از نقش‌های معمول نمایشی خود، در سریال دختری که بوها را می‌بیند اثر اقتباسی از یک وب‌تون، در سال ۲۰۱۵ به عنوان شخصیت اصلی، در نقش یک کمدین مشتاق بازی کرد. سه کیونگ سپس در مجموعه تلویزیونی شش اژدهای پرنده (۲۰۱۵–۲۰۱۶) سریال تاریخی دیگری از نویسندهٔ درختی با ریشه عمیق، دوباره با یو آه-این هم‌بازی شد که پیش از این در پادشاه مد همکاری کرده بودند.
در سال ۲۰۱۷، شین سه کیونگ در درامای فانتزی عاشقانهٔ شبکهٔ تی‌وی‌ان به نام عروس خدای آب در کنار نام جو هیوک بازی کرد. به زودی پس از آن در سریال فانتزی عاشقانهٔ دیگری به نام شوالیه سیاه: مردی که از من محافظت می‌کند در کنار کیم ره وون بازی کرد.
در سال ۲۰۱۹، سه کیونگ در درامای تاریخی گو هه ریونگ مورخ تازه‌کار در کنار چا اون وو بازی کرد.
در سال ۲۰۲۰–۲۰۲۱ در سریال عاشقانهٔ شبکهٔ جی‌تی‌بی‌سی به نام ران آن در کنار ایم شی وان بازی کرد.
شین سه کیونگ در ۵ ژوئیه ۲۰۲۱ اعلام کرد که پس از اتمام قرارداد با نامو اکتورز، یک قرارداد انحصاری با ئی‌دی‌ای‌ام انترتینمنت امضا کرده‌است.

## فیلم‌شناسی

### فیلم
| سال  | عنوان                    | نقش         | توضیحات                     | منابع         |
| ---- | ------------------------ | ----------- | --------------------------- | ------------- |
| ۲۰۰۴ | عروس کوچک من             | هه وون      |                             | [ ۶ ]         |
| ۲۰۰۶ | سیندرلا                  | هیون سو     |                             | [ ۸ ]         |
| ۲۰۰۹ | پنج حس اروس              | شین سو جونگ | بخش «لحظه را باور کن»       | [ ۱۰ ]        |
| ۲۰۱۰ | آکوستیک                  | سه کیونگ    | بخش «بروکلی»                | [ ۱۱ ]        |
| ۲۰۱۱ | پس‌نگری                   | جو سه بین   |                             | [ ۴۷ ]        |
| ۲۰۱۲ | آرتوبی: بازگشت به پایگاه | یو سه یونگ  |                             | [ ۲۱ ]        |
| ۲۰۱۴ | تازا: کارت پنهان         | هو می نا    |                             | [ ۳۶ ]        |
| ۲۰۱۷ | آماده‌سازی                | هیونگ ران   | حضور ویژه                   | [ ۴۸ ]        |
| ۲۰۲۱ | Another Record           | خودش        | فیلم مستند شوباکس کی‌تی سیزن | [ ۴۹ ] [ ۵۰ ] |

### مجموعه تلویزیونی
| سال  | عنوان                                   | نقش                      | توضیحات                | منابع         |
| ---- | --------------------------------------- | ------------------------ | ---------------------- | ------------- |
| ۲۰۰۴ | سرزمین                                  | نوجوانی چوی سو هی        |                        | [ ۵۱ ]        |
| ۲۰۰۹ | ملکه سوندوک                             | نوجوانی شاهدخت چون‌میونگ  |                        | [ ۱۲ ]        |
| ۲۰۰۹ | ضربه عالی روی پشت بام                   | شین سه کیونگ             |                        | [ ۱۳ ] [ ۱۴ ] |
| ۲۰۱۱ | درختی با ریشه عمیق                      | سو یی / دام              |                        | [ ۱۹ ]        |
| ۲۰۱۲ | ضربه عالی انتقام پاکوتاه                | سه کیونگ                 | حضور افتخاری (قسمت ۷۵) | [ ۵۲ ]        |
| ۲۰۱۲ | پادشاه مد                               | لی گا یونگ               |                        | [ ۵۳ ]        |
| ۲۰۱۲ | خانواده جدید                            | شین سه کیونگ             | حضور افتخاری (قسمت ۴۹) | [ ۵۴ ]        |
| ۲۰۱۳ | وقتی یک مرد عاشق می‌شود                  | سو می دو                 |                        | [ ۳۴ ] [ ۵۵ ] |
| ۲۰۱۴ | مرد تیغه‌ای                              | سون سه دونگ              |                        | [ ۳۷ ]        |
| ۲۰۱۵ | دختری که بوها را می‌بیند                 | اوه چو ریم / چوی اون سول |                        | [ ۳۸ ]        |
| ۲۰۱۵ | شش اژدهای پرنده                         | بون یی                   |                        | [ ۳۹ ]        |
| ۲۰۱۷ | عروس هابک                               | یون سو ها                |                        | [ ۴۰ ]        |
| ۲۰۱۷ | شوالیه سیاه: مردی که از من محافظت می‌کند | جونگ هه را               |                        | [ ۴۱ ]        |
| ۲۰۱۹ | گو هه ریونگ مورخ تازه‌کار                | گو هه ریونگ              |                        | [ ۴۳ ]        |
| ۲۰۲۰ | ران آن                                  | اوه می جو                |                        | [ ۵۶ ]        |
| ۲۰۲۳ | سرگذشت آسدال                            | تانیا                    | فصل ۲                  | [ ۵۷ ]        |

## جوایز و نامزدی‌ها
| مراسم جوایز                                | سال  | دسته                                               | نامزد / اثر                                                             | نتیجه    | منابع         |
| ------------------------------------------ | ---- | -------------------------------------------------- | ----------------------------------------------------------------------- | -------- | ------------- |
| جوایز ستارگان ای‌پی‌ای‌ان                     | ۲۰۱۵ | جایزه برترین بازیگر زن، در یک مینی‌سریال            | دختری که بوها را می‌بیند                                                 | نامزدشده |               |
| جوایز ستارگان ای‌پی‌ای‌ان                     | ۲۰۱۶ | جایزه برترین بازیگر کن در یک سریال درام            | شش اژدهای پرنده                                                         | نامزدشده |               |
| جوایز هنری بکسانگ                          | ۲۰۱۰ | بهترین بازیگر تازه‌کار زن – تلویزیون                | ضربه عالی روی پشت بام                                                   | نامزدشده |               |
| جوایز فیلم اژدهای آبی                      | ۲۰۱۱ | بهترین بازیگر تازه‌کار زن                           | پس‌نگری                                                                  | نامزدشده |               |
| جوایز فیلم اژدهای آبی                      | ۲۰۱۴ | جایزه ستارهٔ محبوب                                  | تازا کارت پنهان                                                         | برنده    | [ ۵۸ ]        |
| جوایز برند سال                             | ۲۰۱۹ | سلبریتی یوتیوبر                                    | شین سه کیونگ                                                            | برنده    | [ ۵۹ ]        |
| جوایز ناقوس بزرگ                           | ۲۰۱۱ | بهترین بازیگر تازه‌کار زن                           | پس‌نگری                                                                  | نامزدشده |               |
| جوایز درامای کی‌بی‌اس                        | ۲۰۱۴ | جایزه بازیگر برتر زن در یک مینی‌سریال               | مرد تیغه‌ای                                                              | نامزدشده |               |
| جوایز درامای کی‌بی‌اس                        | ۲۰۱۴ | جایزه نتیزن، بازیگر زن                             | مرد تیغه‌ای                                                              | نامزدشده |               |
| جوایز درامای کی‌بی‌اس                        | ۲۰۱۴ | جایزه بهترین زوج                                   | شین سه کیونگ (همراه لی دونگ ووک) مرد تیغه‌ای                             | نامزدشده |               |
| جوایز درامای کی‌بی‌اس                        | ۲۰۱۸ | جایزه برترین بازیگر زن                             | شوالیه سیاه: مردی که از من محافظت می‌کند                                 | نامزدشده |               |
| جوایز درامای کی‌بی‌اس                        | ۲۰۱۸ | جایزه بازیگر برتر زن، در یک درام با طول متوسط      | شوالیه سیاه: مردی که از من محافظت می‌کند                                 | نامزدشده |               |
| جوایز درامای کی‌بی‌اس                        | ۲۰۱۸ | جایزه نتیزن، بازیگر زن                             | شوالیه سیاه: مردی که از من محافظت می‌کند                                 | نامزدشده |               |
| جوایز درامای کی‌بی‌اس                        | ۲۰۱۸ | جایزه بهترین زوج                                   | شین سه کیونگ (همراه کیم ره وون) شوالیه سیاه: مردی که از من محافظت می‌کند | نامزدشده |               |
| جوایز درامای کره                           | ۲۰۱۲ | جایزه برترین بازیگر زن                             | پادشاه مد                                                               | نامزدشده |               |
| جوایز درامای کره                           | ۲۰۱۸ | جایزه بازیگر برتر زن                               | شوالیه سیاه: مردی که از من محافظت می‌کند                                 | نامزدشده | [ ۶۰ ]        |
| جشنواره هنرهای بصری کره                    | ۲۰۱۱ | جایزه فتوژنیک، دسته تلویزیون                       | درختی با ریشه عمیق                                                      | برنده    | [ ۶۱ ]        |
| جوایز درامای ام‌بی‌سی                        | ۲۰۱۳ | جایزه بازیگر برتر زن در یک مینی‌سریال               | وقتی یک مرد عاشق می‌شود                                                  | برنده    | [ ۶۲ ]        |
| جوایز درامای ام‌بی‌سی                        | ۲۰۱۳ | جایزه محبوبیت، بازیگر زن                           | وقتی یک مرد عاشق می‌شود                                                  | نامزدشده |               |
| جوایز درامای ام‌بی‌سی                        | ۲۰۱۳ | جایزه بهترین زوج                                   | شین سه کیونگ (همراه سونگ سونگ هون) وقتی یک مرد عاشق می‌شود               | نامزدشده |               |
| جوایز درامای ام‌بی‌سی                        | ۲۰۱۹ | جایزه بهترین زوج                                   | شین سه کیونگ (همراه چا اون وو) گو هه ریونگ مورخ تازه‌کار                 | برنده    | [ ۶۳ ] [ ۶۴ ] |
| جوایز درامای ام‌بی‌سی                        | ۲۰۱۹ | جایزه برترین بازیگر زن در یک درام چهارشنبه-پنجشنبه | گو هه ریونگ مورخ تازه‌کار                                                | برنده    | [ ۶۳ ] [ ۶۴ ] |
| جوایز درامای ام‌بی‌سی                        | ۲۰۱۹ | جایزه بزرگ (دسانگ)                                 | گو هه ریونگ مورخ تازه‌کار                                                | نامزدشده |               |
| جوایز سرگرمی ام‌بی‌سی                        | ۲۰۰۹ | بهترین بازیگر تازه‌کار زن                           | ضربه عالی روی پشت بام                                                   | برنده    | [ ۶۵ ]        |
| جوایز سرگرمی ام‌بی‌سی                        | ۲۰۰۹ | جایزه بهترین زوج در یک کمدی/سیتکام                 | شین سه کیونگ (همراه یون شی-یون) ضربه عالی روی پشت بام                   | برنده    | [ ۶۵ ]        |
| جوایز برگزیده ۲۰ ام‌نت                      | ۲۰۱۰ | پرنفوذترین ستارهٔ ۲۰                                | شین سه کیونگ                                                            | برنده    | [ ۶۶ ]        |
| جوایز برگزیده ۲۰ ام‌نت                      | ۲۰۱۲ | ستارهٔ درام زن ۲۰                                   | درختی با ریشه عمیق                                                      | نامزدشده |               |
| جشنواره بین‌المللی فیلم‌های فوق‌العاده بوچئون | ۲۰۱۱ | جایزه فانتازیا                                     | ضربه عالی روی پشت بام                                                   | برنده    | [ ۶۷ ]        |
| جوایز درامای اس‌بی‌اس                        | ۲۰۱۱ | جایزه برتر بازیگر زن در یک درام ویژه               | درختی با ریشه عمیق                                                      | برنده    | [ ۶۸ ]        |
| جوایز درامای اس‌بی‌اس                        | ۲۰۱۲ | جایزه برترین بازیگر زن در یک مینی‌سریال             | پادشاه مد                                                               | نامزدشده |               |
| جوایز درامای اس‌بی‌اس                        | ۲۰۱۲ | جایزه محبوبیت نتیزن                                | پادشاه مد                                                               | نامزدشده |               |
| جوایز درامای اس‌بی‌اس                        | ۲۰۱۲ | جایزه بهترین زوج                                   | شین سه کیونگ (همراه یو آه-این) پادشاه مد                                | نامزدشده |               |
| جوایز درامای اس‌بی‌اس                        | ۲۰۱۵ | جایزه برتر بازیگر زن در یک سریال درام              | شش اژدهای پرنده                                                         | برنده    | [ ۶۹ ]        |
| جوایز درامای اس‌بی‌اس                        | ۲۰۱۵ | جایزه بهترین زوج                                   | شین سه کیونگ (همراه یو آه-این) شش اژدهای پرنده                          | برنده    | [ ۷۰ ]        |
| جوایز درامای اس‌بی‌اس                        | ۲۰۱۵ | ۱۰ ستارهٔ برتر                                      | دختری که بوها را می‌بیند، شش اژدهای پرنده                                | برنده    | [ ۷۱ ]        |
| جوایز درامای اس‌بی‌اس                        | ۲۰۱۵ | جایزه بهترین زوج                                   | شین سه کیونگ (همراه پارک یوچان) دختری که بوها را می‌بیند                 | نامزدشده |               |
| جوایز بین‌المللی درامای سئول                | ۲۰۱۲ | بازیگر زن کره‌ای برجسته                             | درختی با ریشه عمیق                                                      | نامزدشده |               |
| جوایز سومپی                                | ۲۰۱۸ | جایزه بهترین بوسه                                  | شین سه کیونگ (همراه نام جو هیوک) عروس هابک                              | نامزدشده |               |
| جوایز سومپی                                | ۲۰۱۸ | جایزه بهترین زوج                                   | شین سه کیونگ (همراه نام جو هیوک) عروس هابک                              | نامزدشده |               |
| جوایز استایل آیکن                          | ۲۰۱۱ | جایزه نیو آیکن                                     | شین سه کیونگ                                                            | برنده    | [ ۷۲ ]        |

### فهرست‌ها
| ناشر  | سال  | نام فهرست                         | جایگاه     | منابع  |
| ----- | ---- | --------------------------------- | ---------- | ------ |
| فوربز | ۲۰۱۱ | ۴۰ سلبریتی قدرتمند کره توسط فوربز | بیست و ششم | [ ۷۳ ] |
| فوربز | ۲۰۱۲ | ۴۰ سلبریتی قدرتمند کره توسط فوربز | چهاردهم    | [ ۷۴ ] |